# Hemilea alini
Hemilea alini es una especie de insecto del género Hemilea de la familia Tephritidae del orden Diptera.

## Historia
Erich Martin Hering la describió científicamente por primera vez en el año 1940.